# 백상
백상(1983년 5월 2일 ~ )은  대한민국의 가수이자 음악 그룹 '소울 브리즈'의 멤버이다.

## 앨범

### 싱글 음반
- 2013년 : 《The Only Savior》

### OST 음반
- 2008년 : 《KBS 태양의 여자 OST》
- 2014년 : 《KBS 순금의 땅 OST Part 3》

### 컴필 음반
- 2008년 : 《S.M.K 아홉번째 - 가을에 듣는 OST》

### 그룹 음반
- 2012년 : 《늦지 말아요》